# Darrin Dean
Darrin Dean (znany również jako Dee) – amerykański menadżer i producent muzyczny z Yonkers (Nowy Jork). Założyciel (razem ze swoim bratem Waah i siostrą Chivon) oraz CEO wytwórni Ruff Ryders Entertainment. Jest też wujem Swizz Beatza. Pracuje jako producent wykonawczy większości albumów i filmów Ruff Ryders, występuje też w klipach i skitach.
W 2007 Dee został aresztowany za posiadanie broni i narkotyków. Jak zeznawał policjant, zatrzymał samochód, którym Darrin jechał jako pasażer  (kierowcą był Jerry Gilbert), z powodu uszkodzonego tylnego światła. Wyczuł jednak marihuanę i po przeszukaniu samochodu znalazł naładowany pistolet kalibru .45 oraz 1,5 kg kokainy. Obaj mężczyźni zostali zwolnieni z Bergen County Jail za kaucję wysokości 342,500 dolarów.

## Produkcje

### Albumy
DMX
- It’s Dark and Hell Is Hot - 1998
- Flesh of My Flesh, Blood of My Blood - 1998
- ...And Then There Was X - 1999
- The Great Depression - 2001
- Grand Champ - 2003
- Year of the Dog...Again - 2006

Drag-On
- Hell and Back - 2004

Eve
- Let There Be Eve...Ruff Ryders’ First Lady - 1999
- Scorpion - 2002
- Eve-Olution - 2002

Jadakiss
- Kiss tha Game Goodbye - 2001
- Kiss of Death - 2004

Jin
- The Rest Is History - 2004

The Lox
- We Are the Streets - 2000

Ruff Ryders
- Ryde or Die Vol. 1 - 1999
- Ryde or Die Vol. 2 - 2000
- Ryde or Die Vol. 3: In the „R” We Trust - 2001
- The Redemption Vol. 4 - 2005

Styles P
- A Gangster and a Gentleman - 2002
- Time Is Money - 2006

## Gościnnie

### W utworach
- The Great - „Ryde or Die Vol. 2”
- Cali Love (Skit) - „Ryde or Die Vol. 3: In the „R” We Trust”
- C.E.O Ruff Ryders (Interlude) - „The Best of Infa.Red & Cross”
- C.E.O Ruff Ryders (Interlude) - „The Best of Infa.Red & Cross”
- AKA The General (General) - „The Best of Infa.Red & Cross”
- Drug Dealin (Skit) - „Real City of God Vol. 2”
- Thug It Out - „We in Here (Official Ruff Ryder Mixtape)”

### Na klipach
- DMX - „Give 'Em What They Want/Pump Ya Fist”
- DMX - „Gotta Get Mine”
- DMX - „We Right Here”
- Jadakiss - „Time's Up”